# Marleen van der Loo
Marleen van der Loo (Eindhoven, 2 januari 1970) is een Nederlands zangeres, danseres en actrice. Ze speelde rollen in verschillende musicals en had ook rollen in België, Duitsland en Oostenrijk.
Ze was in 2007 te zien bij de AVRO in het programma Op zoek naar Evita, waarin ze een gooi deed naar de hoofdrol in de musical Evita. Ze behaalde de vierde plaats.

## Opleiding
Van der Loo studeerde in 1992 af aan de Amsterdamse Hogeschool voor de Kunsten afdeling jazz/theater-en showmusicaldans. Ze kreeg zanglessen van onder andere  Maria Rondèl en acteerlessen van onder anderen Petra Laseur en Wil van Kralingen.

## Musicals
| Seizoen      | Musical                                      | Rol                                        | Theater, land                                    |
| ------------ | -------------------------------------------- | ------------------------------------------ | ------------------------------------------------ |
| 2025 - heden | Doe Maar! (musical)                          | Cover Flora                                | Afas Theater, Nederland                          |
| 2024 - 2025  | Cupcakes for Christmas                       | Regie, choreografie                        | DeLaMar, Nederland                               |
| 2024 - 2025  | '40-'45, de Musical                          | Ensemble, Julia, alternate Anna Zegers     | Midden-Holland Hallen, Nederland                 |
| 2024         | Je Anne                                      | Edith Frank                                | Tour, Nederland                                  |
| 2023         | Ganesha                                      | Regie, Karin                               | De Gelderlandfabriek, Nederland                  |
| 2023         | Checkpoint Charlie, de musical               | Mathilde                                   | Tour, Nederland                                  |
| 2022         | Mamma Mia!                                   | alternate Donna                            | Stadsschouwburg Antwerpen, België                |
| 2021 - 2022  | Come from Away                               | Beulah David                               | Tour, Nederland                                  |
| 2021 - 2022  | Musicals Gone Mad - The Great Reset          | Regie, choreografie                        | DeLaMar, Nederland                               |
| 2018 - 2019  | Liften                                       | Karlijn                                    | Tour, Nederland                                  |
| 2017 - 2018  | Toms magische speelgoedwinkel                | Hera                                       | Tour, Nederland                                  |
| 2016         | Chaplin                                      | Hannah Chaplin                             | Theater Elckerlyc, België                        |
| 2016         | Muerto!                                      | Teresita                                   | Theater Elckerlyc, België                        |
| 2014         | Musicals Gone Mad 2014                       | Soliste                                    | DeLaMar, Nederland                               |
| 2013 - 2014  | Love Story                                   | Moeder van Jenny                           | Tour, Nederland                                  |
| 2013         | Aspects of Love                              | Rose Vibert                                | Tour, Nederland                                  |
| 2013         | Muerto!                                      | Teresita                                   | Theater Elckerlyc, België                        |
| 2012         | Ben X (musical)                              | Moeder van Ben                             | Stadsschouwburg Antwerpen, Capitole Gent, België |
| 2012         | Bernarda Alba                                | Bediende                                   | Tour, Nederland                                  |
| 2012         | Musicals Gone Mad 2012 - There's No Business | Soliste                                    | Tour, Nederland                                  |
| 2012         | De Zachte Krachten                           | Regie, Soliste                             | Tour, Nederland                                  |
| 2011 - 2012  | Kruimeltje                                   | Vrouw Koster                               | Tour, Nederland                                  |
| 2011         | Vloed - In het spoor van Adriana             | Henriette Roland Holst & Rita              | Tour, Nederland                                  |
| 2011         | 1953                                         | Willemien Scholten-Kodde                   | Tour, Nederland                                  |
| 2010         | Een leven zonder jou                         | Roos                                       | Tour, Nederland                                  |
| 2009 - 2010  | Mamma Mia!                                   | alternate Donna                            | Tour, Nederland                                  |
| 2009 - 2010  | Ciske de Rat                                 | Tante Jans                                 | Circustheater, Nederland                         |
| 2009         | Footloose                                    | Vi Moore                                   | Tour, Nederland                                  |
| 2007 - 2008  | Ciske de Rat                                 | Suus, understudy Tante Jans                | Tour, Nederland                                  |
| 2006 - 2007  | Cats                                         | Spikkelpikkelmies                          | Tour, Nederland                                  |
| 2005 - 2006  | Mamma Mia!                                   | alternate Donna                            | Beatrix Theater, Nederland                       |
| 2005         | Nine                                         | Claudia Nardi                              | Tour, Nederland                                  |
| 2004 - 2005  | Hello Dolly                                  | Irene Molloy                               | Tour, Nederland                                  |
| 2004         | De Vliegende Hollander                       | Maria Haartogh                             | Tour, Nederland                                  |
| 2004         | The strange case of Dr Jeckyll and Mr Hyde   | Dr Sarah Carew                             | Tour, Nederland                                  |
| 2003         | 3 Musketiers                                 | Koningin Anna, understudy Milady de Winter | Luxor Theater (Rotterdam), Nederland             |
| 2001 - 2003  | Aida                                         | alternate Amneris                          | Circustheater, Nederland                         |
| 1999 - 2001  | Elisabeth                                    | Eshterházy, alternate Elisabeth            | Circustheater, Nederland                         |
| 1999         | Cyrano                                       | Ensemble, chaperonne                       | Tour, Duitsland                                  |
| 1997 - 1999  | Tanz der Vampire                             | Ensemble, understudy Sarah                 | Wenen, Oostenrijk                                |
| 1995 - 1997  | Evita                                        | Maîtresse                                  | Tour, Nederland                                  |
| 1992 - 1992  | Jeans 4, theatershow                         | Soliste                                    | Tour, Nederland                                  |
| 1992 - 1992  | Jeans 3, theatershow                         | Soliste                                    | Tour, Nederland                                  |
| 1992         | No, no, Nanette                              | Nanette                                    | Tour, Nederland                                  |

## Televisie
- Flikken Rotterdam, gastrol, 2023
- Niets te Kiezen, korte film, 2022
- Van God Los, een aflevering in 2013
- Entertainment Experience, korte film, 2012
- Vroeger en zo, televisiefilm van Teleac, 2011
- Op zoek naar Evita, castingprogramma voor de musical Evita
- TopStars, jeugdsoap 2004/2005/2006
- Zie ze Vliegen (gastrol), 2011
- A Star Is Born, 1995

## Overig
Van der Loo zong in de close-harmonygroep Route 66. Ook was zij te zien in Warner Bros Movieworld als country- en westernzangeres. Ze deed mee aan On The Air, de eerste theatershow van de Kapel van de Koninklijke Luchtmacht (onder anderen Marlene Dietrich) in 1995.